# Синагога ремесленников
Синагога ремесленников — синагога в Ростове-на-Дону.  Построена в 1901 году, сгорела в 1942 году.

## История
Появление евреев на Нижнем Дону наблюдалось с середины первого десятилетия XIX века. В 1836 году, когда в Ростове-на-Дону проживало около 8100 человек, еврейская община насчитывала 73 человека, через 10 лет она составила 289 человек. Еврейская община формировалась за счет миграции евреев из присоединённых к России Западной Украины, Белоруссии и Литвы. По законам Российской империи еврейские общины имели право иметь молитвенный дом на 30 домов евреев и одну синагогу на 80 домов.
В 1891 году в Ростове-на-Дону было основано ремесленное еврейское молитвенное общество. Для отправления религиозных потребностей общество в 1894—1901 годах арендовало помещение для молитвенного дома, принадлежавшее наследникам Я. К. Башмаковой — одноэтажный дом по Казанскому переулку, № 24 (ныне Газетный переулок, № 28) на углу Старопочтовой улицы, № 121 (теперь это ул. Станиславского, № 73).
В 1894 году строительный подрядчик Абрам Моисеевич Геронимус купил имение в Ростове на углу Почтовой улицы (ныне улица Станиславского), 106, и Казанского переулка, 22 (теперь Газетный переулок, 28). В 1901 году он построил здесь кирпичное здание для молитвенного дома Ремесленного еврейского общества. Размеры здания - 16,75 х 16,25 х 3,35 метров. Общая площадь помещений — около 323 м². Здание было двухэтажное с островерхими угловыми и промежуточными завершениями в готическом стиле. В 1904 году А. М. Геронимус подарил это здание Ремесленному еврейскому обществу. Здание сгорело в 1905 году во время еврейских погромов.  После ремонта в здании продолжались службы. В 1913 году Департамент духовных дел Областного правления Области войска Донского разрешил принять здание Ремесленному обществу в виде пожертвования от А. М. Геронимуса.
Здание пострадало в годы гражданской войны, но несмотря на то, что в него попал снаряд, здание уцелело. В 1936 года этот молитвенный дом был единственным действующим в Ростове-на-Дону и был именован синагогой. В июле 1942 года здание сгорело, остались только части восточной стены. По окончании Великой Отечественной войны здание не восстанавливалось. В настоящее время на его месте  находится продуктовый магазин Добрыня.
От здания сохранилась дореволюционная фотография.

## Священнослужители
В 1920-е годы раввином Ремесленного молитвенного дома хасидской общины был Иошуа-Эшель Авраам Хаимович Замский. В разное время председателями еврейской общины  были Я. М. Лельчук, Угольников и др.